# Varvet Kusten

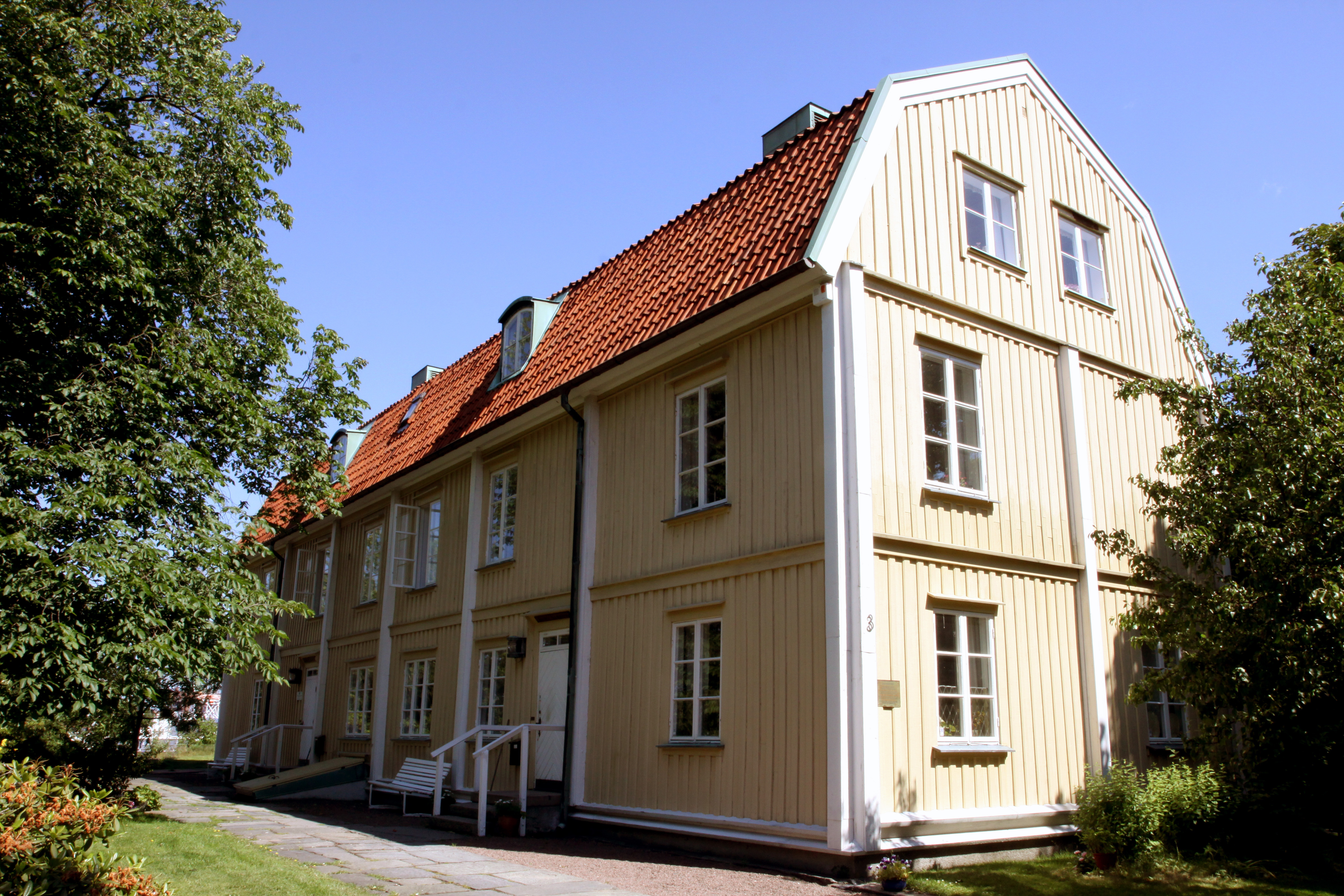
Varvets tidigare huvudbyggnad och disponentbostad, numera benämnt Taubehuset.

Varvet Kusten (även Warfvet Kusten eller Kustens varv) var ett skeppsvarv, som låg vid Majnabbe mellan Älvsborgs skeppsgård och Gamla Varvet i stadsdelen Majornas 2:a rote i Göteborg. Det grundades år 1784 och avvecklades år 1895. På varvets tidigare område ligger sedan 1950-talet Majnabbehamnen och bland bevarade byggnader på Majnabbeberget finns Kustens hus och Taubehuset, vilket var varvets huvudbyggnad och disponentbostad.

## Historia

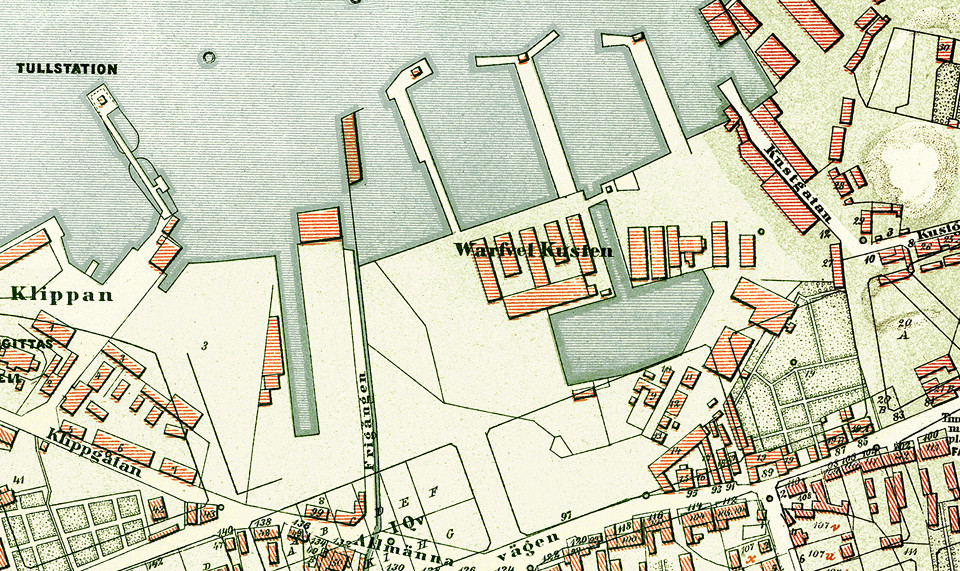
Varvet Kusten på karta från år 1888.

Redan på 1550-talet byggdes segelfartyg vid Älvsborgs skeppsgård och under 1650-talet byggdes seglande örlogsfartyg vid Gamla Varvet. Under mitten av 1700-talet hade Ostindiska kompaniet stora framgångar, vilket medförde behov av en utökad varvsverksamhet i Göteborg. Köpmannen Petter Samuelsson-Bagge och skeppsbyggaren Fredrik Henrik af Chapman var intresserade av att anlägga ett skeppsvarv och år 1776 köpte de ett område strax söder om Gamla Varvet för att anlägga Vikens varv, vilket kom att bygga flera fartyg för Ostindiska kompaniet.
Den 26 februari 1784 skrevs bolagsreglerna för Skepps-Warfvet Kusten och ett reglemente för varvet trycktes. Varje bolagslott var på tolvhundra riksdaler specie. Petter Bagge junior disponerade ett område, med tomtbeteckningen Kronan, mellan Älvsborgs skeppsgård och Gamla Varvet. Bagge hade på området tidigare anlagt ett sillrökeri, varifrån han under åren 1766–1783 exporterade flera tusen tunnor sill till kontinenten. Han flyttade det varv han år 1776 hade anlagt på Herrholmen vid Marstrand till området. Bland varvets 16 intressenter var betydande köpmän, som ägde egna skepp. Intressenterna i bolaget var köpmännen G. J. Beyer, Martin Törngren, Peter Bagge, A. P. Oterdahl, Olof Westerling, G. W. Santesson, Johan Geo. Ekmans änka, Niclas Matzens änka, Peter P. Ekman, Jonas Kjellberg, Andreas Andersson, Anders Lesse och Philip Oterdahl. Troligen reparerades även Ostindiska kompaniets skepp vid varvet. Verksamheten utvecklades snabbt och Petter Bagge junior blev disponent på varvet, liksom senare köpmannen Johan Bäck, som var chef för handelsfirman Bäck & Co. Varvet fick mycket att göra, då varven Viken och Gamla Varvet, som låg längre upp i älven, inte hann med efterfrågan på fartyg. Bland yrkena på varvet fanns timmermän, riggare, segelsömmare, blockmakare och svarvare.
Perioden 1820–1850 var för Göteborg en period av låg befolkningsökning, påverkan av koleraepidemin 1834, minskning av fartygsbeståndet och en måttlig ekonomisk aktivitet. Sjöfarten återhämtade sig något i mitten av 1830-talet och förbättrades än mer under 1840-talet genom den ökande världshandeln. Den ekonomiska krisen på 1820-talet påverkade varvet, med liten reparationsverksamhet och obefintlig vinst. Besparingar med indragen båtsmanstjänst och utläggning av smedjan till en extern entreprenör under ett år, genomfördes och underhållet av varvet var eftersatt. För att stödja timmermännens behov för ålderdomen, samt att säkerställa att manskapet kunde behållas inför en vändning i konjunkturen, inrättades en sparkassa vid varvet. Sparkassan finansierades genom avdrag på lönen, vilket ledde till missnöje hos de anställda.
År 1823 förvärvades det konkurrerande varvet Viken på ett treårigt arrende genom inrop på auktion för 1 700 riksdaler banco årligen, med syftet att komma över Vikens virkeslager. Man hade inte någon avsikt att bedriva någon egen verksamhet på Viken. Arrendet betalades i princip genom Vikens virkeslager. När arrendeavtalet gick ut skedde inte någon ny uthyrning till Kusten, utan istället etablerades en ny verksamhet genom sammanslagning av Viken och Gamla Varvet, vilka låg intill varandra.
Den nya verksamheten blev en allvarlig konkurrent till Kusten, vilken utförde arbetet väsentligt billigare, varför Kusten blev tvunget att hushålla med pengarna och vidtaga åtgärder för att sänka priserna och därigenom möta konkurrensen. Båda varven var i första hand reparationsvarv och det var inom det området konkurrensen skedde. För att behålla arbetarna vid Kusten, när det rådde brist på reparationer, beslöt ledningen i april 1824 att bygga en brigg på 110 lästers dräktighet på spekulation utan någon beställare. Till följd av prioriterade reparationer drog nybygget ut på tiden och i november 1825 beslöt man att sälja briggen i halvfärdigt skick. Varvet lyckades inte sälja fartyget till önskat pris, varför det gick på auktion två gånger, utan att man fann någon köpare. Först år 1828 såldes briggen med stor förlust.
Omkring år 1827 blev varvets ekonomi sämre, bland annat till följd av förlusterna för briggen, men också för underhållskostnader för varvet. Vid en extra bolagsstämma i december 1827 behandlades frågan om varvet skulle köpa in Klippan, som staden auktionerade ut, men stämman ansåg att man varken hade behov av, eller råd med, ytterligare fastigheter. Konjunkturen vände och redan år 1829 upplevde man brist på arbetskraft. Varvet renoverades och var i gott skick år 1830, men man var oroliga för att skeppsfarten minskade, vilket skulle kunna komma att få effekter på varven. År 1830 skulle inga nybyggen förekomma, antalet reparationer minskade och priserna sjönk och konkurrensen mellan Kusten och Viken blev hård. Varvets skick försämrades och den 2 januari 1835 sammankallades varvets intressenter för att ta ställning till varvets framtid och det beslöts att det skulle göras försök att sälja varvet för 50 000 riksdaler banco. Det blev ingen försäljning, och inte heller någon utarrendering, av varvet, vilket istället kom att drivas vidare.

### Ombildning

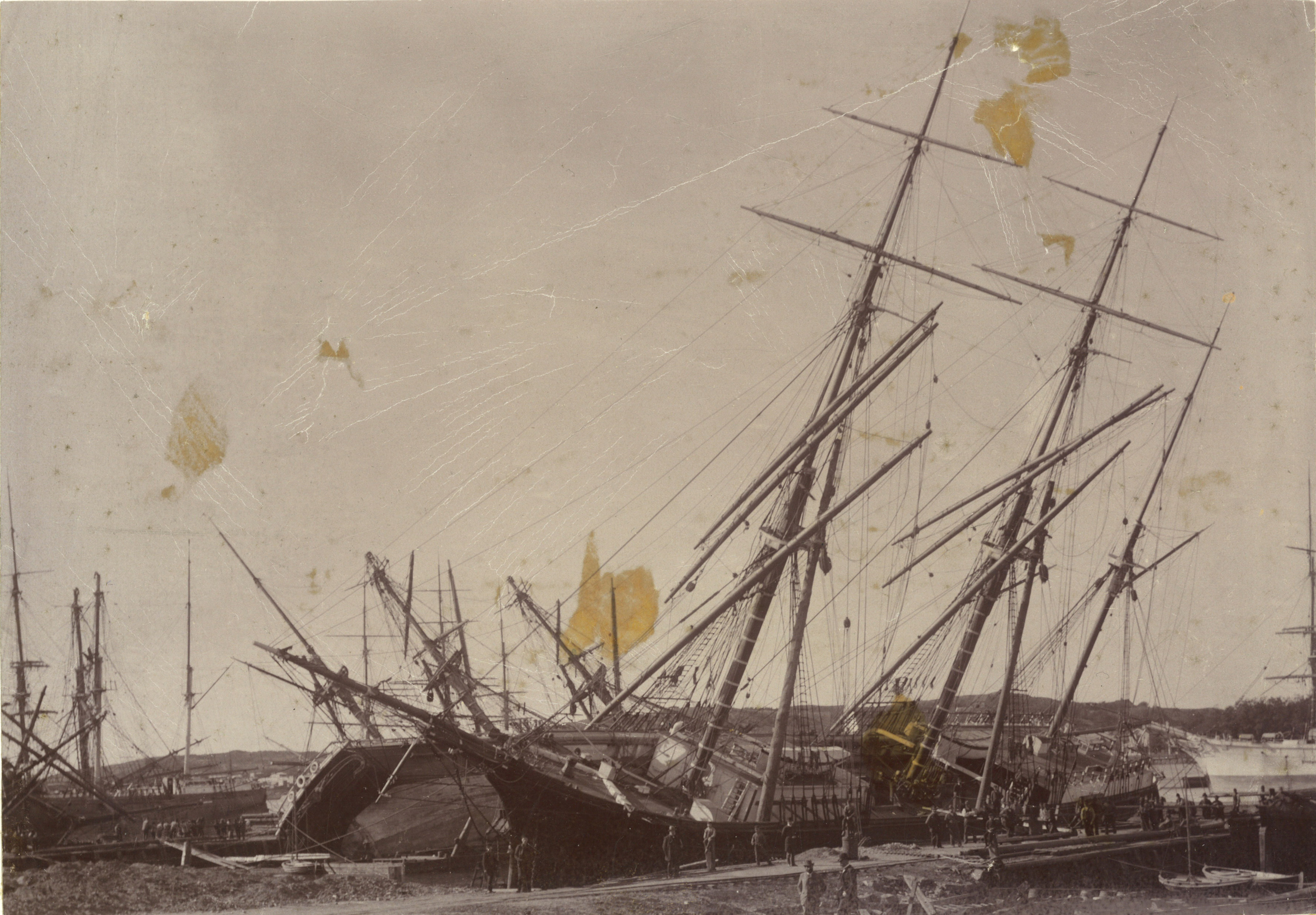
Kölhalat segelfartyg vid Kustens varv i september 1890

Under första hälften av 1800-talet överlämnades bolagslotterna till några få intressenter och de som bestämde på varvet var Kjellbergska handelshusets chefer och skeppsredaren Gustaf Melin. År 1865 bildades Varvet Kustens Aktiebolag av skeppsredare Gustaf Melin, E Brusewitz, Carl O Kjellberg, Jonas Kjellberg, Charles O. Bäck, Emil Ekman, D. Carnegie & Co, Wilhelm Röhss, William Gibson & Söner och C. E. Olsson. C. E. Olsson utsågs till ledare. Efter Olsson blev J. P. Wikström disponent.
Bolagsordningen fastställdes den 3 februari 1865. Liksom skett tidigare minskade reparationsverksamheten och styrelsen föreslog att ett nybygge skulle genomföras för egen räkning i den takt som medgavs, då man inte hade reparationsarbeten att utföra. Liksom bygget på 1820-talet, blev även detta bygge en ekonomisk belastning och varvet fick till följd av det en stor skuld. År 1870 beslöts att bygga en ångbåt för att hålla personalen sysselsatt och två år senare hade den sålts för 130 000 riksdaler riksmynt. Ångbåtens namn var Meta.
Bolaget byggde flera stora klipperskepp, bland annat Java och Albert Ehrensvärd. Rederi AB Örnen, som hade stiftats år 1873 med ett aktiekapital av 1 859 000 kronor, tog i juli 1873 över varvet. Örnen blev Sveriges största rederi och hade efter två år en flotta på 17 fartyg. Av dessa var de fyra Lärkan, Storken, Tärnan och Örnen byggda på varvet Kusten. Det byggdes även ett antal hemförarbåtar (pråmar) vid varvet, vilka användes för att föra lasten från fartygen in till bland annat Stora Hamnkanalen och Ostindiska kompaniets lager. År 1880 byggdes det sista segelfartyget, barkskeppet Storken, vid varvet.  De följande åren byggdes två ångbåtar, men i övrigt förekom endast mindre arbeten i form av reparationer och byggande av pråmar och hemförare. När varvet var som störst arbetade 260 man där.

### Avveckling
Varvet klarade inte övergången då fartyg började byggas av järn istället för trä. Rederi AB Örnen upplöstes den 29 april 1893, den 27 februari 1895 såldes varvet till Skandinaviska Kreditaktiebolaget på auktion och fastigheten köptes år 1895 av Göteborg stad för 350 000 kronor efter ett beslut i stadsfullmäktige den 5 oktober samma år. Då hade det bedrivits varvsverksamhet där i mer än 100 år. Den siste skeppsbyggmästaren var Fr. Olof Bergström, som ledde verksamheten under 25 år från år 1869. Skandinaviska Kreditaktiebolaget hade lånat ut stora belopp till rederiet Örnen, men fick inte tillbaka sina medel vid likvidationen. En viss mindre verksamhet bedrevs vid varvet, med endast ett 20-tal anställda, fram till år 1912. Varvets anläggningar fanns kvar till 1950-talet då Majnabbehamnen byggdes.

## Byggnader

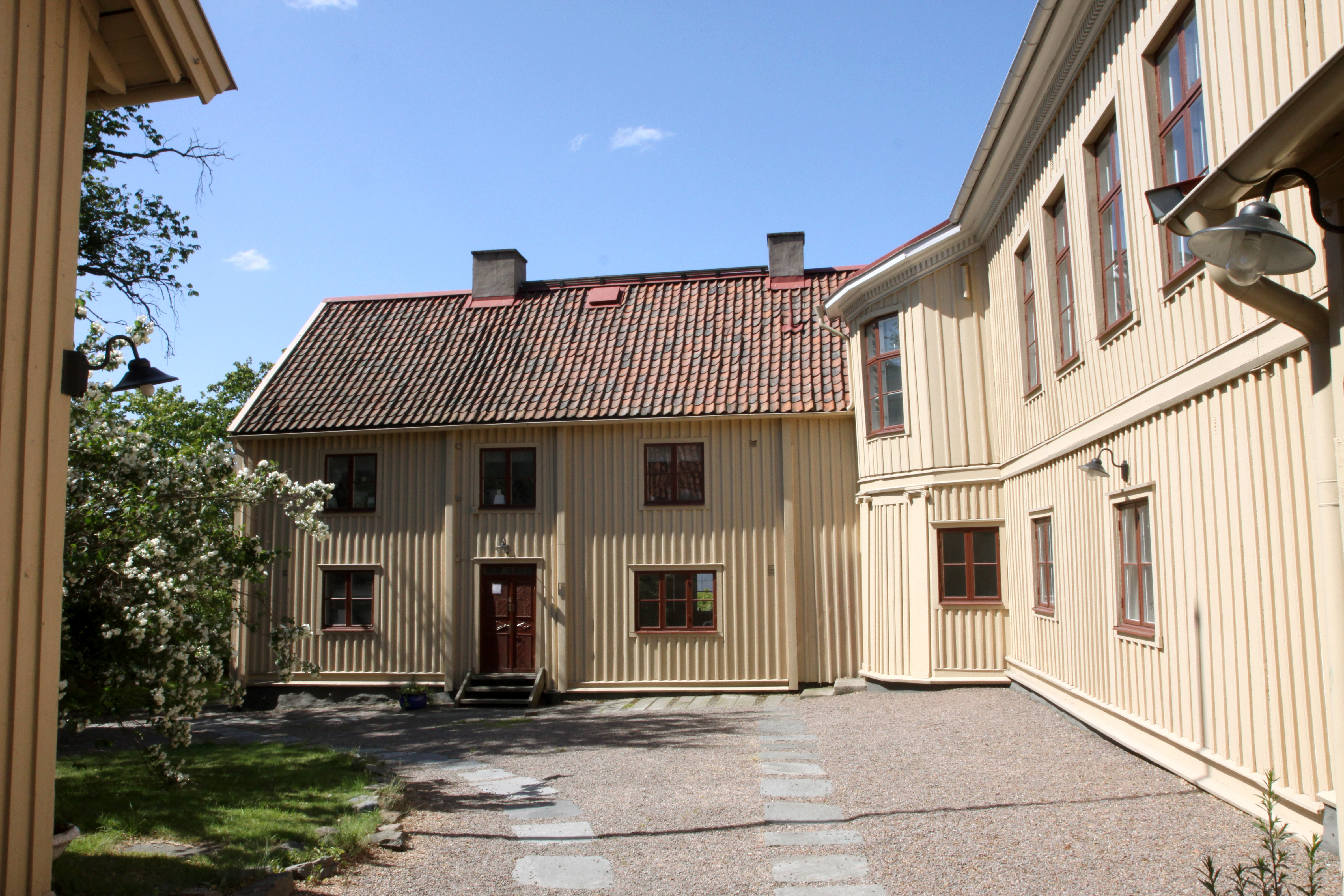
Kustens hus.

År 1780 uppfördes Kustens hus som bostadshus och det byggdes till med en flygelbyggnad på 1850-talet. Det har genom åren varit bostadshus, värdshus, sjöfartshotell, lokal för Frälsningsarmén och församlingshem för Karl Johans församling. Det hotades på 1960-talet av rivning, men räddades. Varvets huvudbyggnad var en bostads- och kontorsbyggnad, som uppfördes år 1796. Det uppfördes av timmer i två våningar med brutet tak, var 17 meter långt och 7,5 meter brett och var rödmålat med tjärade svarta ytterdörrar. På övervåningen fanns tre lägenheter och i bottenvåningen fanns vaktkammare och kontorsrum. Under åren 1869–1873 bodde varvets disponenter där och huvudbyggnaden benämndes från den tiden för disponentbostaden. Efter nedläggningen hyrdes varvsområdet ut till Wockatz & Co och år 1906 renoverades varvets huvudbyggnad och hyrdes ut till familjen Taube. Taubehuset hotades av rivning, men räddades och flyttades år 1967 omkring 200 meter upp på Majnabbeberget.